# 长发镇 (海伦市)
长发镇，是中华人民共和国黑龙江省绥化市海伦市下辖的一个镇。
2016年8月10日，黑龙江省民政厅批复同意撤销长发乡，设立长发镇。

## 行政区划
长发镇下辖以下地区：
长华村、长建村、长发村、长丰村、长乐村、长庆村和长兴村。